# Alfred Döblin
Alfred Döblin (født 10. august 1878 i Stettin, død 26. juni 1957 i Emmendingen) var en tysk forfatter.
Han blev født i en jødisk købmandsfamilie. Fra 1905 til 1906 arbejdede Alfred Döblin som læge i Regensburg og Freiburg im Breisgau og i Berlin, hvor han boede 1906 – 1930. Han var her med til at grundlægge det ekspressionistiske tidsskrift Der Sturm. I 1912 giftede han sig med Erna Weiss, og de fik fire børn. Under 1. verdenskrig gjorde han tjeneste som militærlæge, særligt i Elsass (Alsace). I Berlin-Lichtenberg blev han efter krigen øjenvidne til martskampene, som er tema i hans roman November 1918. I Berlin skrev Döblin talrige artikler, blandt andet om teaterstykker og film, men også om livet i gaderne i hovedstaden, blandt andet for det tysksprogede Prager Tagblatt, som blev udgivet i Bøhmens hovedstad. Nogle af disse skitser brugte han i romanen Berlin Alexanderplatz, som udkom i 1929, og som er hans mest kendte: den første og vigtigste storbyroman i tysk litteratur.
I 1933 emigrerede han til Paris og flygtede 1940 til Amerika, hvor han inspireret af Søren Kierkegaard og Spinoza konverterede til katolicismen. Efter krigen kom han tilbage til sit hjemland som fransk officer og udgav litteraturtidsskriftet Das goldene Tor (1946-1951). Han deltog også i grundlæggelsen af Mainzer Akademie i 1949. I 1953 flyttede han til Paris og igen i 1956 til Emmendingen i Baden-Württemberg, hvor han døde året efter.